# لاوری لهتینن
لاوری لهتینن (فنلاندی: Lauri Lehtinen؛ ۱۰ اوت ۱۹۰۸ – ۴ دسامبر ۱۹۷۳) دونده اهل فنلاند بود.
وی در مسابقات کشوری و بین‌المللی در مجموع برندهٔ ۱ مدال طلا، ۱ مدال نقره شده‌است.